# Molinera (vid)

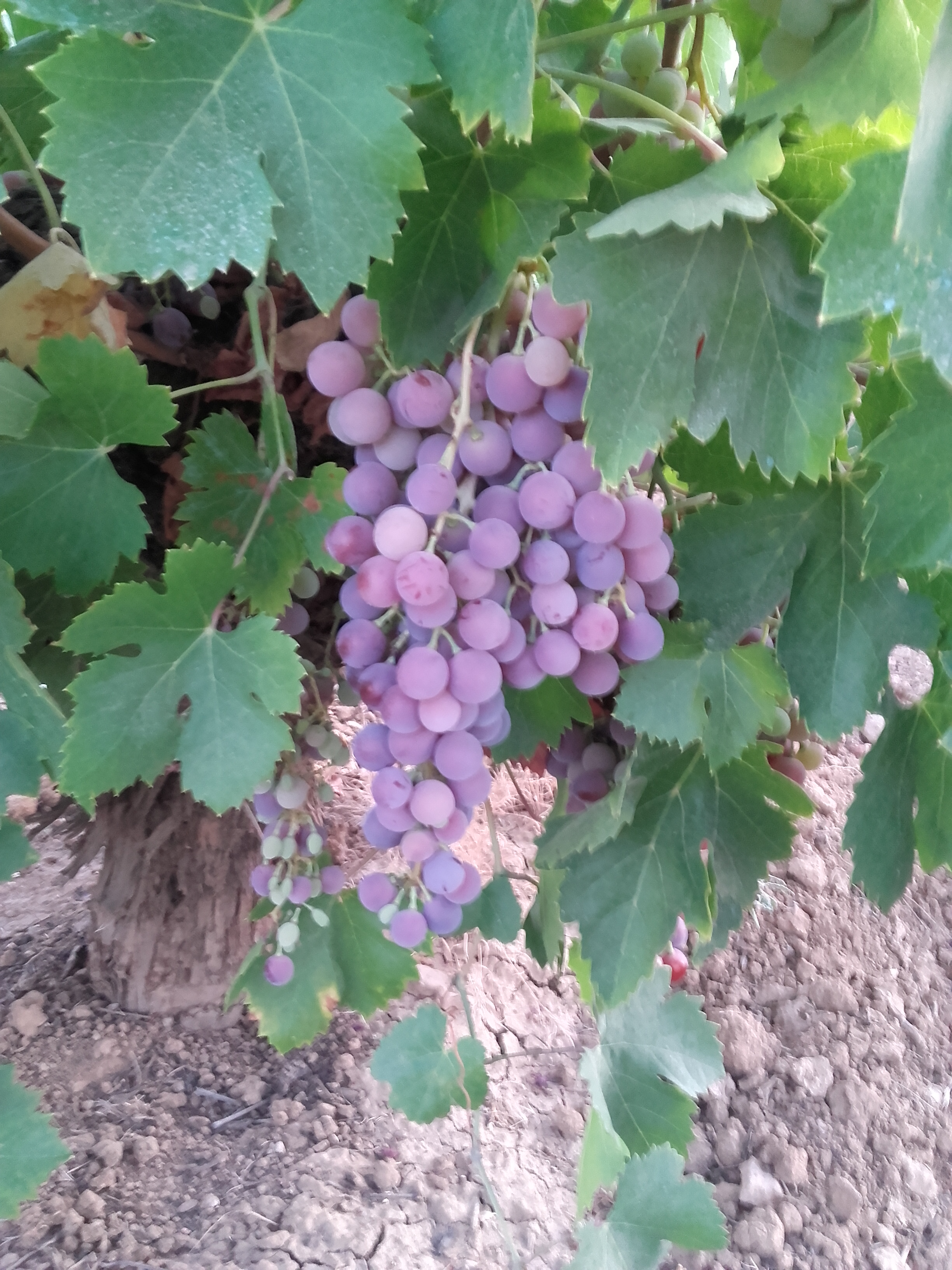
Molinera de Bailén

Molinera es una variedad española de vid (Vitis vinifera) tinta. Es originaria de Bailén (provincia de Jaén). En la campaña 2018/2019 se produjo alrededor de treinta y cinco mil kilos de esta uva. 
La variedad molinera está recomendada como uva de mesa.  Como uva para la vinificación, está autorizada en Andalucía.